# Simbol Schläfli

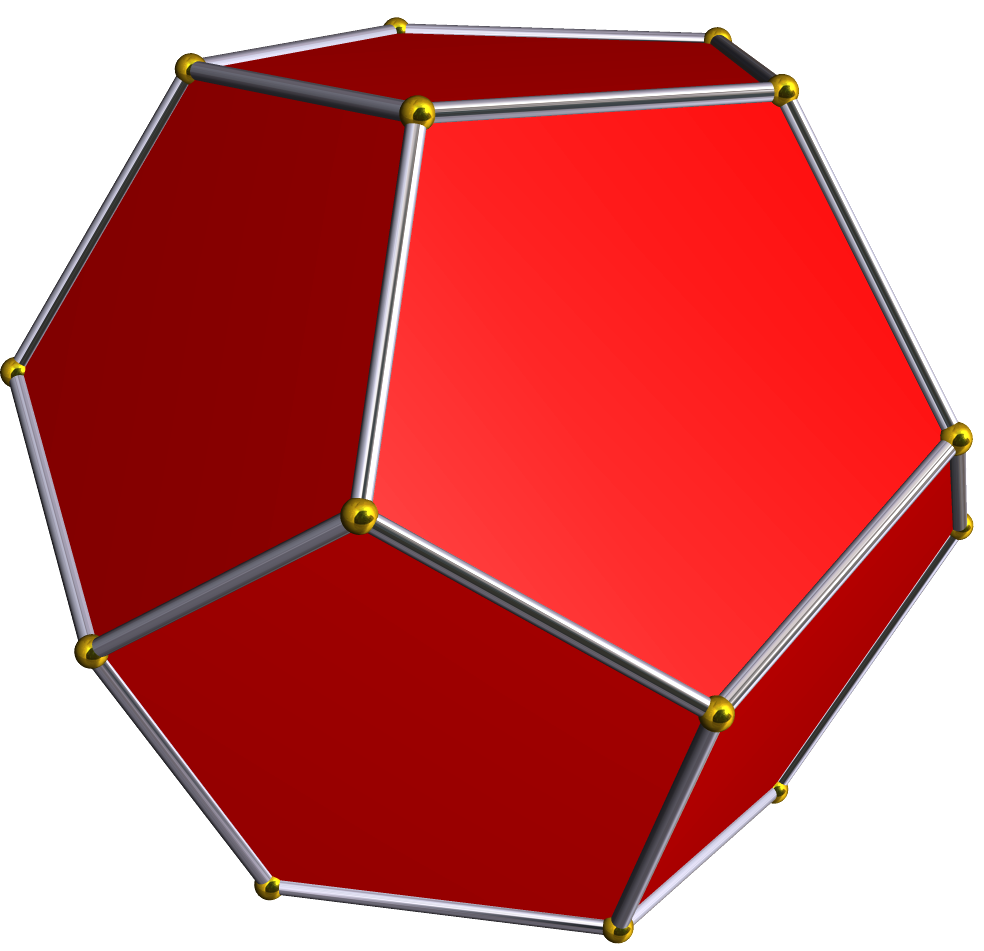
Dodecaedrul este un poliedru regulat cu simbolul Schläfli {5,3}, având 3 pentagoane în jurul fiecărui vârf

În geometrie, un Simbol Schläfli este o expresie de forma {p,q,r,...} care definește politopurile regulate și teselările.
Simbolurile Schläfli sunt numite astfel după matematicianul elvețian Ludwig Schläfli din secolul al XIX-lea, care a generalizat geometria euclidiană pentru mai mult de trei dimensiuni și a descoperit toate politopurile convexe regulate, inclusiv cele șase care există în patru dimensiuni.

## Definiție
Un simbol Schläfli este o descriere recursivă, care începe cu {p} pentru un poligon convex regulat cu p laturi. De exemplu, {3} este un triunghi echilateral, {4} este un pătrat, {5} este un pentagon regulat ș.a.m.d.
poligoanele stelate regulate nu sunt convexe, iar simbolurile lor Schläfli {p/q} conțin [fracție ireductibilă |fracții ireductibile]] p/q, unde p este numărul de vârfuri, iar q este numărul de ocoliri împrejur al căii pentru a reveni într-un același vârf. Echivalent, {p/q} este dat de numărul de vârfuri {p}, conectate „din q în q”. De exemplu, {5⁄2} este o pentagramă; {5⁄1} este un pentagon.
Un poliedru regulat care în jurul fiecărui vârf are q fețe regulate cu câte p laturi este notat {p,q}. De exemplu, un cub are 3 pătrate {4} în jurul fiecărui vârf și este notat {4,3}.
Un 4-politop (politop 4-dimensional), care în jurul fiecărui laturi are r celule poliedrice regulate {p,q} este notat {p,q,r}. De exemplu, un tesseract are 3 cuburi {4,3} în jurul unei laturi și este notat {4,3,3}.
În general, un politop regulat {p,q,r,...,y,z} are z {p,q,r,...,y} fațete în jurul fiecărui pisc, unde un pisc este un vârf întru-un poliedru, o latură într-un 4-politop, o față într-un 5-politop, o celulă într-un 6-politop și o (n−3)-față într-un n-politop.

## Proprietăți
Un politop regulat are o figură a vârfului regulată. Figura vârfului unui politop regulat {p,q,r,...,y,z} este {q,r,...,y,z}.
Politopurile regulate pot avea elemente de poligon stelat, ca pentagrama, cu simbolul {5⁄2}, reprezentată prin vârfurile unui pentagon, dar conectate din două în două.
Un simbol Schläfli poate reprezenta un poliedru convex finit, o teselare infinită a spațiului euclidian sau o teselare infinită a spațiului hiperbolic, depinzând de deficitul  unghiular al spațiului. Un excedent unghiular, care apare în trigonometria sferică, permite figurii vârfului să se plieze într-o dimensiune superioară și să revină sub formă de politop. Un deficit nul teselează spații cu aceeași dimensiune ca și a fațetelor. Un deficit negativ nu poate exista în spațiul obișnuit, dar poate fi construit într-un spațiu hiperbolic.
Uzual se presupune că o fațetă sau o figură a vârfului este un politop finit, dar uneori poate fi considerată o teselare.
Pulitopul dual al unui politop regulat este reprezentat de simbolul Schläfli care are elementele în ordine inversă. Un politop regulat autodual are un simbol Schläfli simetric.
În afară de descrierea politopurilor euclidiene, simbolurile Schläfli pot fi folosite pentru a descrie politopuri sferice sau faguri sferici.

## Istoric și variante
Lucrările lui Schläfli au fost aproape necunoscute în timpul vieții sale, iar notația sa pentru a descrie politopuri a fost redescoperită independent de mai mulți alții. În special, Thorold Gosset a redescoperit simbolul Schläfli, pe care l-a scris cu bare verticale: | p | q | r | ... | z | în loc de acolade, cum a făcut Schläfli.
Forma lui Gosset este mai simetrică, numărul dimensiunilor este cel al barelor verticale, iar simbolul include exact subsimbolurile pentru fațetă și figura vârfului. Gosset a considerat | p drept un operator, care poate fi aplicat la | q | ... | z | pentru a descrie un politop cu fețe p-gonale, cu figura vârfurilor | q | ... | z |.

## Cazuri

### Grupuri de simetrie
Simbolurile Schläfli sunt strâns legate de simetriile de reflexie ale grupurilor de simetrie (finite), care corespund exact grupurilor Coxeter finite, care sunt descrise prin aceiași indicatori, dar folosind în loc paranteze drepte: [p,q,r,...]. Astfel de grupuri sunt denumite adesea după politopurile regulate care le generează. De exemplu, [3,3] este grupul Coxeter pentru reflexiile simetriei tetraedrice, [3,4] este cel pentru reflexiile simetriei octaedrice, iar [3,5] este cel pentru reflexiile simetriei icosaedrice.

### Poligoane regulate (plane)

Poligoane regulate convexe și stelate cu 3–12 vârfuri și simbolurile lor Schläfli

Simbolul Schläfli al unui poligon regulat (convex) cu p laturi este {p}. De exemplu, un pentagon regulat este notat prin {5}.
Pentru poligoanele stelate (neconvexe), este folosită notația {p⁄q}, unde p este numărul vârfurilor iar q – 1 este numărul vârfurilor pete care se sare când se trasează laturile stelei. De exemplu, {5⁄2} reprezintă pentagrama.

### Poliedre regulate (tridimensionale)
Simbolul Schläfli al unui poliedru regulat ale cărui fețe sunt p-goane, iar în fiecare vârf se întâlnesc q fețe este {p,q} (figura vârfurilor este un q-gon).
De exemplu, {5,3} este dodecaedrul regulat. El are fețe pentagonale (cu 5 laturi) și câte 3 pentagoane în jurul fiecărui vârf.
A se vedea cele 5 poliedre regulate și cele 4 poliedre Kepler–Poinsot stelate (neconvexe).
Topologic, o teselare bidimensională poate fi privită ca un poliedru tridimensional, dar astfel încât deficitul unghiular este nul. Astfel, simbolurile Schläfli pot fi definite pentru teselări regulate a spațiilor euclidian și hiperbolic la fel ca pentru poliedre. Analogia funcționează și pentru dimensiuni superioare.
De exemplu, Pavarea hexagonală este reprezentată de {6,3}.

### 4-politopuri (în 4 dimensiuni) regulate
Simbolul Schläfli al unui 4-politop regulat este de forma {p,q,r}. Fețele sale (bidimensionale) sunt p-goane ({p}), celulele sunt poliedre regulate de tip {p,q}, figurile vârfurilor sunt poliedre regulate de tip {q,r}, iar fețele celulelor sunt r-goane regulate (de tip {r}).
A se vedea cele șase 4-politopuri regulate convexe și cele zece 4-politopuri regulate stelate (neconvexe).
De exemplu, 120-celule este reprezentat de {5,3,3}. Este format din celule dodecaedrice {5,3}, și are câte 3 celule în jurul fiecărei laturi.
Există o teselare regulată a spațiului tridimensuonal euclidian, fagurele cubic, cu simbolul Schläfli {4,3,4}, format din celule cubice, câte 4 cuburi în jurul fiecărei laturi.
Există și patru teselări hiperbolice regulate compacte, inclusiv {5,3,4}, fagurele dodecaedric de ordinul 4⁠(d), care umple spațiul cu celule dodecaedrice.

### n-politopuri regulatr (în dimensiuni superioare)
La politopurile regulate din dimensiuni superioare simbolul Schläfli este definit recursiv drept {p1, p2,...,pn − 1} unde fațetele au simbolul Schläfli {p1,p2,...,pn − 2} iar figura vârfurilor are simbolul Schläfli {p2,p3,...,pn − 1}.
Simbolurile figurii vârfului unui politop și a figurii vârfului unei fațete a aceluiași politop sunt identice: {p2,p3,...,pn − 2}.
Există doar trei politopuri regulate 5-dimensionale și în dimensiuni superioare: simplexul, {3,3,3,...,3}, hiperoctaedrul, {3,3, ..., 3,4} și hipercubul, {4,3,3,...,3}. Nu există politopuri regulate neconvexe în mai mult de 4 dimensiuni.

### Politopuri duale
Dacă un politop dintr-o dimensiune n ≥ 2 are simbolul Schläfli {p1,p2, ..., pn − 1} atunci el este dualul celui cu simbolul Schläfli {pn − 1, ..., p2,p1}.
Dacă secvența este palindromică, politopul este autodual. Orice politop regulat din spațiul bidimensional (poligon) este autodual.

### Politopuri prismatice
Politopurile prismatice uniforme pot fi definite drept un produs cartezian (cu operatorul „×”) al unor politopuri regulate din dimensiuni inferioare.
- În 0D, un punct este reprezentat prin ( ). Diagrama sa Coxeter este vidă. Notația simetriei Coxeter este ][.
- În 1D, un segment este reprezentat prin { }. Diagrama sa Coxeter este . Simetria sa este [ ].
- În 2D, un dreptunghi este reprezentat prin { } × { }. Diagrama sa Coxeter este . Simetria sa este [2].
- În 3D, o prismă p-gonală este reprezentată prin { } × {p}. Diagrama sa Coxeter este . Simetria sa este [2,p].
- În 4D, o prismă {p,q}-edrică uniformă este reprezentată prin { } × {p,q}. Diagrama sa Coxeter este . Simetria sa este [2,p,q].
- În 4D, o duoprismă uniformă p-q este reprezentată prin {p} × {q}. Diagrama sa Coxeter este . Simetria sa este [p,2,q].

Dualele prismatice, sau bipiramide, pot fi reprezentate prin simboluri compuse, folosind operatorul "+".
- În 2D, un romb este reprezentat prin { } + { }. Diagrama sa Coxeter este . Simetria sa este [2].
- În 3D, o bipiramidă p-gonală este reprezentată prin { } + {p}. Diagrama sa Coxeter este . Simetria sa este [2,p].
- În 4D, o bipiramidă {p,q}-edrică este reprezentată prin { } + {p,q}. Diagrama sa Coxeter este . Simetria sa este [p,q].
- În 4D, o duopiramidă p-q este reprezentată prin {p} + {q}. Diagrama sa Coxeter este . Simetria sa este [p,2,q].

Politopurile piramidale care conțin vârfuri decalate ortogonal pot fi reprezentate folosind un operator de reuniune (lipire), "∨". Fiecare pereche de vârfuri aflate între figurile lipite este conectată prin laturi.
- În 2D, un triunghi isoscel poate fi reprezentat prin ( ) ∨ { } = ( ) ∨ [( ) ∨ ( )].
- În 3D:
  - Un bisfenoid digonal poate fi reprezentat prin { } ∨ { } = [( ) ∨ ( )] ∨ [( ) ∨ ( )].
  - O piramidă p-gonală este reprezentată prin ( ) ∨ {p}.
- În 4D:
  - O piramidă p-q-edrică este reprezentată prin ( ) ∨ {p,q}.
  - Un 4-politop este reprezentat prin ( ) ∨ [( ) ∨ {3}] sau [( ) ∨ ( )] ∨ {3} = { } ∨ {3}.
  - O piramidă pătrată piramidală este reprezentată prin ( ) ∨ [( ) ∨ {4}] sau [( ) ∨ ( )] ∨ {4} = { } ∨ {4}.

Când există mai mulți operatori, ordinea operațiilor de la cel mai prioritar la ultimul este ×, +, ∨.
Politopurile axiale care conțin vârfuri pe hiperplane paralele pot fi reprezentate prin operatorul „||”. O prismă uniformă este {n}||{n} iar antiprisma {n}||r{n}.

## Extensii ale simbolurilor Schläfli

### Pavări ale poligoanelor și cercurilor
Prin trunchiere un poligon regulat își dublază numărul de laturi. La un poligon regulat cu un număr par de laturi, acestea pot împărțite în două jumătăți disjuncte. Un 2n-gon regulat generează o figură stelată compusă, 2{n}.
| Forma              | Simbolul Schläfli  | Simetrii      | diagramă Coxeter | diagramă Coxeter | Exemple pentru {6} | Exemple pentru {6}             | Exemple pentru {6} |
| ------------------ | ------------------ | ------------- | ---------------- | ---------------- | ------------------ | ------------------------------ | ------------------ |
| Regulat            | {p}                | [p]           |                  |                  |                    | hexagon                        |                    |
| Trunchiat          | t{p} = {2p}        | [[p]] = [2p]  | =                | =                |                    | hexagon trunchiat (dodecagon)  | =                  |
| Alternat și stelat | a{2p} = β{p}       | [2p]          | =                | =                |                    | hexagon modificat (hexagramă)  | =                  |
| Înjumătățit        | h{2p} = s{p} = {p} | [1+,2p] = [p] | =                | =                |                    | jumătate de hexagon (triunghi) | =                  |

### Poliedre și pavări
Coxeter a extins folosirea simbolurilor Schläfli la poliedre cvasiregulate prin adăugarea la simbol a unei dimensiuni verticale. A fost punctul de pornire pentru diagrame Coxeter mai generale. Norman Johnson a simplificat notația pentru simbolurile verticale prin prefixul r. t-notația este cea mai generală și coresponde direct cercurilor din diagramele Coxeter. Simbolurile indică alternarea, înlocuirea cercurilor cu găuri în diagramele Coxeter iar prefixul h însemnând half (română jumătate), construcții limitate de cerința ca ramurile învecinate să fie ordonate par, și reduc ordinul de simetrie la jumătate. Operatorul asociat a, de la alternat, este indicat de două găuri imbricate, reprezintă un poliedru compus cu ambele componente înjumătățite și alternate, conservând simetriile originare. Operația snub este o trunchiere înjumătățită, iar cea holosnub este o trunchiere înjumătățită și alternată.
| Forma                                | Simbolurile Schläfli                                | Simbolurile Schläfli | Simbolurile Schläfli | Simetrii Coxeter    | Diagramă Coxeter | Diagramă Coxeter | Exemple pentru {4,3} | Exemple pentru {4,3}  | Exemple pentru {4,3} |
| ------------------------------------ | --------------------------------------------------- | -------------------- | -------------------- | ------------------- | ---------------- | ---------------- | -------------------- | --------------------- | -------------------- |
| Regulat                              | {\displaystyle {\begin{Bmatrix}p,q\end{Bmatrix}}}   | {p,q}                | t0{p,q}              | [p,q] sau [(p,q,2)] |                  |                  |                      | cub                   |                      |
| Trunchiat                            | {\displaystyle t{\begin{Bmatrix}p,q\end{Bmatrix}}}  | t{p,q}               | t0,1{p,q}            | [p,q] sau [(p,q,2)] |                  |                  |                      | cub trunchiat         |                      |
| Bitrunchiat (Trunchiat dual)         | {\displaystyle t{\begin{Bmatrix}q,p\end{Bmatrix}}}  | 2t{p,q}              | t1,2{p,q}            | [p,q] sau [(p,q,2)] |                  |                  |                      | octaedru trunchiat    |                      |
| Rectificat (Cvasiregulat)            | {\displaystyle {\begin{Bmatrix}p\\q\end{Bmatrix}}}  | r{p,q}               | t1{p,q}              | [p,q] sau [(p,q,2)] |                  |                  |                      | cuboctaedru           |                      |
| Birectificat (Regulat dual)          | {\displaystyle {\begin{Bmatrix}q,p\end{Bmatrix}}}   | 2r{p,q}              | t2{p,q}              | [p,q] sau [(p,q,2)] |                  |                  |                      | octaedru              |                      |
| Teșit (Rectificat rectificat)        | {\displaystyle r{\begin{Bmatrix}p\\q\end{Bmatrix}}} | rr{p,q}              | t0,2{p,q}            | [p,q] sau [(p,q,2)] |                  |                  |                      | rombcuboctaedru       |                      |
| Omnitrunchiat (Trunchiat rectificat) | {\displaystyle t{\begin{Bmatrix}p\\q\end{Bmatrix}}} | tr{p,q}              | t0,1,2{p,q}          | [p,q] sau [(p,q,2)] |                  |                  |                      | cuboctaedru trunchiat |                      |

#### Alternări, sferturi și snuburi
Alternările au pe jumătate din simetriile grupurilor Coxeter și sunt reprezentate prin cerculețe goale. Există două posibilități de alegere a jumătății de vârfuri reținute, dar simbolul nu precizează care este cea aleasă. Formele sfert sunt reprezentate prin cerculețe cu „+” în ele și însemnaă două alternări independente.
| Forma                                          | Simbolurile Schläfli                                 | Simbolurile Schläfli | Simbolurile Schläfli | Simetrii Coxeter | Diagramă Coxeter | Diagramă Coxeter | Example pentru {4,3} | Example pentru {4,3}        | Example pentru {4,3} |
| ---------------------------------------------- | ---------------------------------------------------- | -------------------- | -------------------- | ---------------- | ---------------- | ---------------- | -------------------- | --------------------------- | -------------------- |
| Alternat regulat                               | {\displaystyle h{\begin{Bmatrix}2p,q\end{Bmatrix}}}  | h{2p,q}              | ht0{2p,q}            | [1+,2p,q]        | =                | =                |                      | semicub (tetraedru)         |                      |
| Regulat snub                                   | {\displaystyle s{\begin{Bmatrix}p,2q\end{Bmatrix}}}  | s{p,2q}              | ht0,1{p,2q}          | [p+,2q]          |                  |                  |                      |                             |                      |
| Regulat dual snub                              | {\displaystyle s{\begin{Bmatrix}q,2p\end{Bmatrix}}}  | s{q,2p}              | ht1,2{2p,q}          | [2p,q+]          |                  |                  |                      | octaedru snub (icosaedru)   |                      |
| Alternat rectificat (p și q la fel)            | {\displaystyle h{\begin{Bmatrix}p\\q\end{Bmatrix}}}  | hr{p,q}              | ht1{p,q}             | [p,1+,q]         |                  |                  |                      |                             |                      |
| Alternat rectificat rectificat (p și q la fel) | {\displaystyle hr{\begin{Bmatrix}p\\q\end{Bmatrix}}} | hrr{p,q}             | ht0,2{p,q}           | [(p,q,2+)]       |                  |                  |                      |                             |                      |
| Sfert (p și q sunt la fel)                     | {\displaystyle q{\begin{Bmatrix}p\\q\end{Bmatrix}}}  | q{p,q}               | ht0ht2{p,q}          | [1+,p,q,1+]      |                  |                  |                      |                             |                      |
| Rectificat snub (cvasiregulat snub)            | {\displaystyle s{\begin{Bmatrix}p\\q\end{Bmatrix}}}  | sr{p,q}              | ht0,1,2{p,q}         | [p,q]+           |                  |                  |                      | cuboctaedru snub (cub snub) |                      |

#### Alternate și holosnuburi
Formele alternate și holosnub au simetria completă a grupului Coxeter, și sunt reprezentate prin două cerculețe goale, dar pot fi reprezentate prin compuși.
| Forma                 | Simbolurile Schläfli                                | Simbolurile Schläfli | Simbolurile Schläfli | Simetrii Coxeter | Diagramă Coxeter | Diagramă Coxeter | Exemple pentru {4,3} | Exemple pentru {4,3}     | Exemple pentru {4,3} |
| --------------------- | --------------------------------------------------- | -------------------- | -------------------- | ---------------- | ---------------- | ---------------- | -------------------- | ------------------------ | -------------------- |
| Regulat alternat      | {\displaystyle a{\begin{Bmatrix}p,q\end{Bmatrix}}}  | a{p,q}               | at0{p,q}             | [p,q]            | = ∪              | = ∪              |                      | octaedru stelat          |                      |
| Regulat dual holosnub | ß{\displaystyle a{\begin{Bmatrix}q,p\end{Bmatrix}}} | ß{q,p}               | at0,1{q,p}           | [p,q]            |                  |                  |                      | compus de două icosaedre |                      |

ß, având aspectul literei grecești „beta” (β), este de fapt litera germană „eszett”.

### 4-politopuri și faguri
| Forma                          | Simbolul Schläfli                                                   | Simbolul Schläfli    | Simbolul Schläfli   | Diagramă Coxeter | Diagramă Coxeter | Example pentru {4,3,3} | Example pentru {4,3,3}    | Example pentru {4,3,3} |
| ------------------------------ | ------------------------------------------------------------------- | -------------------- | ------------------- | ---------------- | ---------------- | ---------------------- | ------------------------- | ---------------------- |
| Regulat                        | {\displaystyle {\begin{Bmatrix}p,q,r\end{Bmatrix}}}                 | {p,q,r}              | t0{p,q,r}           |                  |                  |                        | tesseract                 |                        |
| Trunchiat                      | {\displaystyle t{\begin{Bmatrix}p,q,r\end{Bmatrix}}}                | t{p,q,r}             | t0,1{p,q,r}         |                  |                  |                        | tesseract trunchiat       |                        |
| Rectificat                     | {\displaystyle \left\{{\begin{array}{l}p\\q,r\end{array}}\right\}}  | r{p,q,r}             | t1{p,q,r}           |                  |                  |                        | tesseract rectificat      | =                      |
| Bitrunchiat                    |                                                                     | 2t{p,q,r}            | t1,2{p,q,r}         |                  |                  |                        | tesseract bitrunchiat     |                        |
| Birectificat (dual rectificat) | {\displaystyle \left\{{\begin{array}{l}q,p\\r\end{array}}\right\}}  | 2r{p,q,r} = r{r,q,p} | t2{p,q,r}           |                  |                  |                        | 16-celule rectificat      | =                      |
| Tritrunchiat (dual trunchiat)  | {\displaystyle t{\begin{Bmatrix}r,q,p\end{Bmatrix}}}                | 3t{p,q,r} = t{r,q,p} | t2,3{p,q,r}         |                  |                  |                        | tesseract bitrunchiat     |                        |
| Trirectificat (dual)           | {\displaystyle {\begin{Bmatrix}r,q,p\end{Bmatrix}}}                 | 3r{p,q,r} = {r,q,p}  | t3{p,q,r} = {r,q,p} |                  |                  |                        | 16-celule                 |                        |
| Teșit                          | {\displaystyle r\left\{{\begin{array}{l}p\\q,r\end{array}}\right\}} | rr{p,q,r}            | t0,2{p,q,r}         |                  |                  |                        | tesseract teșit           | =                      |
| Teșit trunchiat                | {\displaystyle t\left\{{\begin{array}{l}p\\q,r\end{array}}\right\}} | tr{p,q,r}            | t0,1,2{p,q,r}       |                  |                  |                        | tesseract teșit trunchiat | =                      |
| Runcinat (expandat)            | {\displaystyle e_{3}{\begin{Bmatrix}p,q,r\end{Bmatrix}}}            | e3{p,q,r}            | t0,3{p,q,r}         |                  |                  |                        | tesseract runcinat        |                        |
| Runcitrunchiat                 |                                                                     |                      | t0,1,3{p,q,r}       |                  |                  |                        | tesseract runcitrunchiat  |                        |
| Omnitrunchiat                  |                                                                     |                      | t0,1,2,3{p,q,r}     |                  |                  |                        | tesseract omnitrunchiat   |                        |

#### Alternări, sferturi și snuburi
| Forma                   | Simbolul Schläfli                                                   | Simbolul Schläfli | Simbolul Schläfli | Diagramă Coxeter | Diagramă Coxeter | Exemple pentru {4,3,3} | Exemple pentru {4,3,3}    | Exemple pentru {4,3,3} |           |
| Alternări               | Alternări                                                           | Alternări         | Alternări         | Alternări        | Alternări        | Alternări              | Alternări                 | Alternări              | Alternări |
| ----------------------- | ------------------------------------------------------------------- | ----------------- | ----------------- | ---------------- | ---------------- | ---------------------- | ------------------------- | ---------------------- | --------- |
| Jumătate (p par)        | {\displaystyle h{\begin{Bmatrix}p,q,r\end{Bmatrix}}}                | h{p,q,r}          | ht0{p,q,r}        |                  |                  |                        | 16-celule                 |                        |           |
| Sfert (p și r la fel)   | {\displaystyle q{\begin{Bmatrix}p,q,r\end{Bmatrix}}}                | q{p,q,r}          | ht0ht3{p,q,r}     |                  |                  |                        |                           |                        |           |
| Snub (q par)            | {\displaystyle s{\begin{Bmatrix}p,q,r\end{Bmatrix}}}                | s{p,q,r}          | ht0,1{p,q,r}      |                  |                  |                        | Snub 24-celule            |                        |           |
| Rectificat snub (r par) | {\displaystyle s\left\{{\begin{array}{l}p\\q,r\end{array}}\right\}} | sr{p,q,r}         | ht0,1,2{p,q,r}    |                  |                  |                        | 24-celule rectificat snub | =                      |           |
| Duoprismă alternată     |                                                                     | s{p}s{q}          | ht0,1,2,3{p,2,q}  |                  |                  |                        | duoantiprismă minunată    |                        |           |

#### Familii bifurcate
| Forma           | Simbolul Schläfli extins                                             | Simbolul Schläfli extins | Simbolul Schläfli extins | Diagramă Coxeter | Diagramă Coxeter | Exemple | Exemple                     | Exemple |
| --------------- | -------------------------------------------------------------------- | ------------------------ | ------------------------ | ---------------- | ---------------- | ------- | --------------------------- | ------- |
| Cvasiregulat    | {\displaystyle \left\{p,{q \atop q}\right\}}                         | {p,q1,1}                 | t0{p,q1,1}               |                  |                  |         | 16-celule                   |         |
| Trunchiat       | {\displaystyle t\left\{p,{q \atop q}\right\}}                        | t{p,q1,1}                | t0,1{p,q1,1}             |                  |                  |         | 16-celule trunchiat         |         |
| Rectificat      | {\displaystyle \left\{{\begin{array}{l}p\\q\\q\end{array}}\right\}}  | r{p,q1,1}                | t1{p,q1,1}               |                  |                  |         | 24-celule                   |         |
| Teșit           | {\displaystyle r\left\{{\begin{array}{l}p\\q\\q\end{array}}\right\}} | rr{p,q1,1}               | t0,2,3{p,q1,1}           |                  |                  |         | 16-celule teșit             |         |
| Teșit trunchiat | {\displaystyle t\left\{{\begin{array}{l}p\\q\\q\end{array}}\right\}} | tr{p,q1,1}               | t0,1,2,3{p,q1,1}         |                  |                  |         | [[16-celule teșit trunchiat |         |
| Rectificat snub | {\displaystyle s\left\{{\begin{array}{l}p\\q\\q\end{array}}\right\}} | sr{p,q1,1}               | ht0,1,2,3{p,q1,1}        |                  |                  |         | 24-celule snub              |         |
| Cvasiregulat    | {\displaystyle \left\{r,{p \atop q}\right\}}                         | {r,/q\,p}                | t0{r,/q\,p}              |                  |                  |         |                             |         |
| Trunchiat       | {\displaystyle t\left\{r,{p \atop q}\right\}}                        | t{r,/q\,p}               | t0,1{r,/q\,p}            |                  |                  |         |                             |         |
| Rectificat      | {\displaystyle \left\{{\begin{array}{l}r\\p\\q\end{array}}\right\}}  | r{r,/q\,p}               | t1{r,/q\,p}              |                  |                  |         |                             |         |
| Teșit           | {\displaystyle r\left\{{\begin{array}{l}r\\p\\q\end{array}}\right\}} | rr{r,/q\,p}              | t0,2,3{r,/q\,p}          |                  |                  |         |                             |         |
| Teșit trunchiat | {\displaystyle t\left\{{\begin{array}{l}r\\p\\q\end{array}}\right\}} | tr{r,/q\,p}              | t0,1,2,3{r,/q\,p}        |                  |                  |         |                             |         |
| Rectificat snub | {\displaystyle s\left\{{\begin{array}{l}p\\q\\r\end{array}}\right\}} | sr{p,/q,\r}              | ht0,1,2,3{p,/q\,r}       |                  |                  |         |                             |         |

## Teselări
Sferice
| - {2,n} - s{2,2n} | - t{2, n} - { } + {n} |

Regulate
| - {2,∞} - {3,6} | - {4,4} - {6,3} |

Semiregulate
| - s{4,4} - e{3,6} - sr{2,∞} - sr{6,3} - rr{6,3} | - r{6,3} - t{6,3} - t{2,∞} - tr{6,3} - tr{4,4} |

Hiperbolice
| - sr{5,4} - sr{6,4} - sr{7,4} - sr{8,4} - sr{∞,4} - s{5,4} - sr{6,5} - s{6,4} - sr{8,6} - sr{7,7} - s{8,4} - s{4,6} - sr{∞,∞} - sr{7,3} - sr{8,3} - sr{∞,3} | - s{3,8} - {3,7} - {3,8} - {3,∞} - h{8,3} - h{6,4} - q{4,6} - rr{7,3} - rr{8,3} - rr{∞,3} - h2{8,3} - r{7,3} - r{8,3} - t{7,3} - t{8,3} - r{∞,3} | - t{∞,3} - rr{5,4} - rr{6,4} - rr{7,4} - rr{8,4} - rr{∞,4} - {4,5} - {4,6} - {4,7} - {4,8} - {4,∞} - r{5,4} - r{6,4} - tr{6,3} - tr{7,3} | - tr{8,3} - tr{∞,3} - r{7,4} - r{8,4} - tr{5,4} - tr{6,4} - tr{7,4} - tr{8,4} - tr{∞,4} - t{5,4} - tr{6,5} - t{6,4} - tr{8,6} - t{7,4} | - t{8,4} - t{∞,4} - r{∞,4} - {5,4} - {5,5} - {5,6} - {5,∞} - rr{6,5} - r{6,5} - t{4,5} - t{5,5} - t{6,5} - r{∞,5} - {6,4} - {6,5} - {6,6} | - {6,8} - rr{8,6} - r{8,6} - t{4,6} - t{5,6} - t{6,6} - t{8,6} - {7,3} - {7,4} - {7,7} - t{3,7} - t{4,7} - t{7,7} - {8,3} - {8,4} - {8,6} - {8,8} | - t{6,8} - t{3,8} - t{8,8} - {∞,3} - {∞,4} - {∞,5} - t{3,∞} - t{4,∞} |